# Virslīga 2008
L'edizione 2008 della Virslīga fu la 17ª del massimo campionato lettone di calcio dalla ritrovata indipendenza e la 34ª con questa denominazione; vide la vittoria finale dello Ventspils, giunto al suo terzo titolo.
Capocannoniere del torneo fu Vīts Rimkus (Ventspils), con 14 reti.

## Novità
Il numero dei partecipanti fu portato da otto a dieci squadre. Oltre alle otto partecipanti della precedente stagione, quando non erano previste retrocessioni, si iscrissero regolarmente le Blāzma e Vindava, promosse grazie al secondo e al primo posto dell 1. Līga 2007.

### Formula
La formula fu radicalmente modificata , ricalcando quella utilizzata nei campionati 1995 e 1996: erano previste due, infatti due fasi. Nella prima le 10 squadre si incontrarono in gironi di andata e di ritorno, per un totale di 18 turni. Le squadre classificate nelle prime 6 posizioni disputarono un play-off per il titolo, le ultime 4 un play-out.
In questa seconda fase i punteggi della prima furono conservati; nel girone per il titolo le sei squadre si incontrarono in gironi di andata e ritorno, per un totale di ulteriori 10 incontri. In quello per la retrocessione, invece, si effettuarono due turni di andata e uno di ritorno, per un totale di ulteriori 12 incontri. In tutte le fasi furono assegnati tre punti per la vittoria, uno per il pareggio e zero per la sconfitta.
La squadra ultima classificata nel girone di play-out retrocedeva direttamente in 1. Līga 2009; la squadra classificata al penultimo posto, invece, effettuava uno spareggio (con turni di andata e ritorno) con la seconda di 1. Līga 2008.

## Squadre partecipanti
| Squadra           | Città      | Stagione precedente     |
| ----------------- | ---------- | ----------------------- |
| Blāzma            | Rēzekne    | 2° in 1. Līga, promosso |
| Daugava           | Daugavpils | 5° in Virslīga          |
| Dinaburg          | Daugavpils | 7° in Virslīga          |
| Jūrmala           | Jūrmala    | 6° in Virslīga          |
| Metalurgs Liepāja | Liepāja    | 2° in Virslīga          |
| Olimps Rīga       | Rīga       | 8° in Virslīga          |
| Rīga              | Rīga       | 3° in Virslīga          |
| Skonto            | Rīga       | 4° in Virslīga          |
| Ventspils         | Ventspils  | Campione lettone        |
| Vindava           | Ventspils  | 1° in 1. Līga, promosso |

## Prima fase

### Classifica finale
| Pos. | Squadra           | Pt | G  | V  | N | P  | GF | GS | DR  |
| ---- | ----------------- | -- | -- | -- | - | -- | -- | -- | --- |
| 1.   | Ventspils         | 40 | 18 | 12 | 4 | 2  | 33 | 6  | +27 |
| 2.   | Skonto            | 36 | 18 | 11 | 3 | 4  | 28 | 19 | 9   |
| 3.   | Dinaburg          | 32 | 18 | 9  | 5 | 4  | 22 | 13 | +9  |
| 4.   | Metalurgs Liepāja | 30 | 18 | 7  | 9 | 2  | 27 | 17 | +10 |
| 5.   | Rīga              | 30 | 18 | 9  | 3 | 6  | 28 | 27 | +1  |
| 6.   | Daugava           | 24 | 18 | 6  | 6 | 6  | 27 | 22 | 5   |
| 7.   | Vindava           | 17 | 18 | 4  | 5 | 9  | 14 | 27 | -13 |
| 8.   | Jūrmala           | 16 | 18 | 3  | 7 | 8  | 15 | 27 | -12 |
| 9.   | Blāzma            | 10 | 18 | 2  | 4 | 12 | 8  | 26 | -18 |
| 10.  | Olimps Rīga       | 9  | 18 | 1  | 6 | 11 | 12 | 30 | -18 |

### Verdetti
- Ventspils, Skonto, Dinaburg, Metalurgs, Riga e Daugava ai play-off.
- Vindava, Jurmala, Blazma e Olimps ai play-out.

## Seconda fase

### Play-off
|                     | Pos. | Squadra           | Pt | G  | V  | N  | P  | GF | GS | DR  |
| ------------------- | ---- | ----------------- | -- | -- | -- | -- | -- | -- | -- | --- |
| Lettonia (bandiera) | 1.   | Ventspils         | 63 | 28 | 19 | 6  | 3  | 53 | 14 | 39  |
|                     | 2.   | Metalurgs Liepāja | 53 | 28 | 14 | 11 | 3  | 48 | 25 | 23  |
|                     | 3.   | Skonto            | 52 | 28 | 15 | 7  | 6  | 43 | 31 | 12  |
|                     | 4.   | Dinaburg          | 38 | 28 | 10 | 8  | 10 | 32 | 31 | 1   |
|                     | 5.   | Daugava           | 37 | 28 | 10 | 7  | 11 | 40 | 35 | 5   |
|                     | 6.   | Rīga              | 33 | 28 | 10 | 3  | 15 | 36 | 55 | -19 |

### Play-out
|  | Pos. | Squadra     | Pt | G  | V  | N  | P  | GF | GS | DR  |
|  | ---- | ----------- | -- | -- | -- | -- | -- | -- | -- | --- |
|  | 1.   | Jūrmala     | 40 | 30 | 10 | 10 | 10 | 35 | 34 | 1   |
|  | 2.   | Vindava     | 36 | 30 | 9  | 9  | 12 | 27 | 41 | -14 |
|  | 3.   | Blāzma      | 23 | 30 | 5  | 8  | 17 | 20 | 43 | -23 |
|  | 4.   | Olimps Rīga | 17 | 30 | 2  | 11 | 17 | 22 | 47 | -25 |

### Spareggio Promozione / Retrocessione
|         | Risultati |         | Luogo e data                |  |
| ------- | --------- | ------- | --------------------------- |  |
| Tranzit | 1 - 5     | Blāzma  | Ventspils, 15 novembre 2008 |  |
| Blāzma  | 1 - 0     | Tranzit | Rēzekne, 18 novembre 2008   |  |

### Verdetti
- Ventspils Campione di Lettonia 2008 e qualificato al 2º turno preliminare della Champions League.
- Daugava inizialmente ammesso al 2º turno preliminare di Europa League come vincitore della Coppa di Lettonia; successivamente escluso per problemi finanziari.
- Metalurgs Liepaja inizialmente ammesso al 1º turno preliminare di Europa League come secondo in classifica, fu in seguito ammesso direttamente al 2º turno per la defezione del Daugava (finalista della Coppa di Lettonia era il Ventspils).
- Skonto ammesso al 1º turno preliminare di Europa League come terzo in classifica al posto del Daugava.
- Blazma salvo dopo spareggio.
- Olimps Rīga retrocesso in 1. līga, ma ripescato in seguito ai problemi finanziari di vari club.